# Pistola de partida

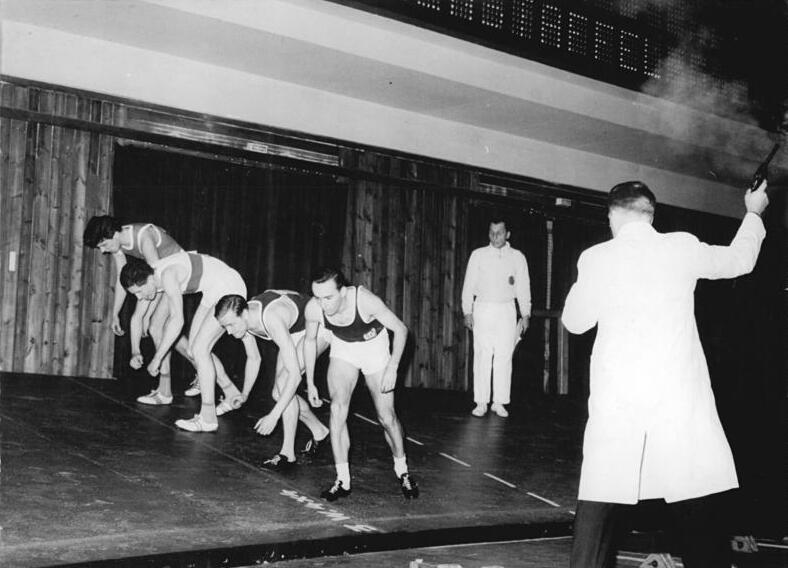
Uma pistola de partida em ação em uma competição de atletismo na Alemanha Ocidental em 1961.

Pistola de partida ou pistola de largada é a designação atribuída a uma arma de fogo (tipicamente um revólver especialmente projetado) ou pistola que é disparada para dar início a corridas de atletismo, assim como algumas competições de natação. Essas pistolas, quando usadas, disparam tiros de festim, e mais recentemente vem sendo substituídos por outros dispositivos (geralmente eletrônicos emitindo sinais sonoros), mas a terminologia pistola de partida prevalece. 

## Visão geral

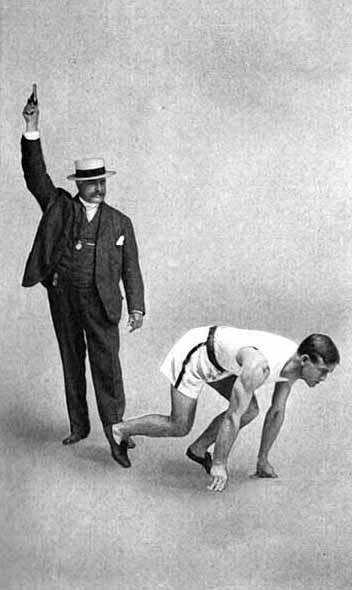
Composição fotográfica dos jogos de 1904 ilustrando o início de uma competição com a clássica pistola de partida.

O alto estampido gerado pela pistola de partida é um sinal para os atletas iniciarem o evento. Geralmente uma nuvem de fumaça pode ser vista após o disparo. Balas de festim ou espoletas são usadas para evitar ferimentos. Pistolas de partida podem ser versões modificadas de pistolas padrão incapazes de disparar projéteis, mais comumente feitas através de obstáculos de solda dentro do tambor. Quando a cronometragem eletrônica é usada, um sensor é frequentemente afixado à arma, que envia um sinal eletrônico ao sistema de cronometragem após o disparo. Para competidores surdos ou para sistemas eletrônicos modernos, uma luz pode ser usada ao invés da pistola.

## Problemas

### Técnicos
Um problema com o uso de pistolas de partida é que já que o disparo da pistola é levado aos competidores à velocidade do som, que leva cerca de 3 milissegundos para viajar por um metro, os posicionados próximos ao juiz de partida ouviam o disparo poucos milissegundos antes de posições mais afastadas. Esse problema é exagerado em corridas onde os corredores começam em raias não posicionadas umas ao lado das outras, pondo uma distância significante entre os corredores mais próximos e mais distantes. Para evitar esse problema, a pistola é algumas vezes ligada com um microfone que transmite o som virtualmente instantaneamente a alto-falantes diretamente atrás de cada competidor.

### De segurança
Com a segurança depois dos ataques de 11 de setembro nos Estados Unidos se tornando prevalente, causando problemas com pistolas de partida, uma tendência é que se usem sistemas eletrônicos de partida que não usem pistolas, mas usem equipamentos eletrônicos (pistolas de brinquedo) que sejam ligados a um sistema de cronometragem. Quando o juiz de partida aperta o botão, eles emitem uma fumaça simulada e iniciam o cronômetro. Muitos locais mudaram para o novo formato.

### Uso criminoso
Pistolas convertidas para somente disparar festim podem ser convertidas novamente para disparar munição real e algumas pistolas projetadas para disparar festim podem ser modificadas para disparar munição real. Algumas pistolas fabricadas especificamente para disparar cartuchos de festim são projetadas para remeter a armas reais. Criminosos usam essas armas tanto para intimidar devido a sua aparência quanto como arma de fogo convencional.
No Reino Unido pistolas que disparam festim precisam ser claramente coloridas para dar cumprimento à Lei de Redução de Crimes Violentos de 2006, para que elas não se pareçam com armas reais e não possam ser usadas para intimidação.[carece de fontes?]